# Sarskoje gorodisjtsje
Sarskoje gorodisjtsje (Russisch: Сарское городище, letterlijk: "fort aan de Sara") was een vroeg-middeleeuwse versterkte nederzetting in de huidige Oblast Jaroslavl van Rusland.
Ze was gelegen aan de oevers van de Sara, op korte afstand van het Neromeer en ten zuiden van het moderne Rostov, waarvan het de voorloper lijkt te zijn geweest.

## Onderzoek
Door zijn imposante afmetingen, die geen parallellen in de regio hebben, trok de site al in het midden van de 19e eeuw de aandacht van Russische archeologen.
Opgravingen door Aleksej Oevarov in 1854 brachten een aantal prachtige Varjaagse objecten tevoorschijn, vergelijkbaar met vondsten in Scandinavië. Zo werd een Karolingisch zwaard met het opschrift "Lun fecit" ("gemaakt door Lun") gevonden. Sindsdien zijn met tussenpozen door vele personen opgravingen verricht, waaronder door Nikolaj Rjorich in 1903. In zijn dagboek klaagde Rjorich erover dat de site door wegenbouwers drastisch was verkleind.
Nadat de opgravingen door Sovjet-archeologen werden hervat bagatelliseerden deze, in lijn met de toenmalige cultuurpolitiek, de Varjaagse aanwezigheid en verklaarden de nederzetting het belangrijkste centrum en mogelijke hoofdstad van de Merja, een Finse stam die voor de komst van de Slaven de regio bewoonde. Volgens de Grote Sovjetencyclopedie gaat de Merja-nederzetting terug tot de 6e eeuw, maar de vestingwerken zouden in de 10e eeuw door de Slaven zijn gebouwd.
De nederzetting beleefde in de late 10e eeuw een neergang. Ze lijkt nog tot in de 13e eeuw te hebben bestaan, toen ze voor het eerst als Sarskoje gorodisjtsje in de kronieken werd vermeld.

## Interpretatie
De belangrijkste Varjaagse vondsten bij Sarskoje dateren vanaf ca. 800 en later, wat aangeeft dat het een grote en misschien wel belangrijkste handelspost op de handelsroute over de Wolga tussen Scandinavië en Bagdad was. Sporen van een bad, een ijzergieterij, een pottenbakkerij en een edelsmederij werden aangetroffen. Er waren twee muntschatten van vroeg-9e-eeuwse dirhams. Een andere muntschat werd nabij ontdekt: het bevatte dirhams gegraveerd met runentekens, geïnterpreteerd als een dankzegging aan Thor.
Naast deze bewijzen van een Scandinavische aanwezigheid is het inheemse Merja-element sterk aanwezig. Zo zijn er tal van beversymbolen gemaakt van klei: de bever was voor de Finnen een heilig dier.
Hoewel crematies werden aangetroffen, overheerst inhumatie.
Net als de Slaven en Varjagen bij Gnjozdovo lijken de Merja en de Varjagen in de 9e en 10e eeuw vreedzaam samen te hebben geleefd. De nederzetting lijkt te zijn ontkomen aan de gewelddadige botsingen van de Varjagen met de inheemse bevolking welke kenmerkend was voor het gebied rond Ladoga.

## Sarskoje en Rostov
De oudste bestratingen van Rostov werden door middel van dendrochronologie op 963 gedateerd.
Deze stukken hout werden ontdekt tijdens opgravingen die vanaf 1949 plaatsvonden. Deze wierpen veel licht op de vroegste jaren van Rostov. Rond dezelfde periode begon de neergang van Sarskoje gorodisjtsje. Of dit betekent dat de stad gewoon naar een nieuwe plek werd verplaatst blijft discutabel. Het is ook niet duidelijk of Rostov oorspronkelijk de naam van Sarskoje gorodisjtsje was. Het is gesuggereerd dat deze mogelijk Artha was, de hoofdstad van het legendarische Arthania vermeld door Ibn Hawqal.
Het is moeilijk te verklaren waarom de superieure locatie van Sarskoje werd verlaten ten gunste van het drassige terrein waar Rostov werd gebouwd. Volgens één theorie werd de stad uit religieuze overwegingen verplaatst, zodat haar waterkant tegenover een rotsachtig eiland met een belangrijk heiligdom van Veles kwam te liggen.
Wat ook de redenen voor de neergang van Sarskoje mogen zijn, de vergelijkbare nederzettingen bij Timerjovo nabij Jaroslavl en Gnjozdovo bij Smolensk namen in ongeveer dezelfde periode afstand van hun administratieve en economische voorrang.